# 8983 Rayakazakova
8983 Rayakazakova eller 1977 ED1 är en asteroid i huvudbältet som upptäcktes den 13 mars 1977 av den rysk-sovjetiske astronomen Nikolaj Tjernych vid Krims astrofysiska observatorium på Krim. Den har fått sitt namn efter Raisa K. Kazakova.
Asteroiden har en diameter på ungefär 11 kilometer och den tillhör asteroidgruppen Eos.